# Эстонский олимпийский комитет

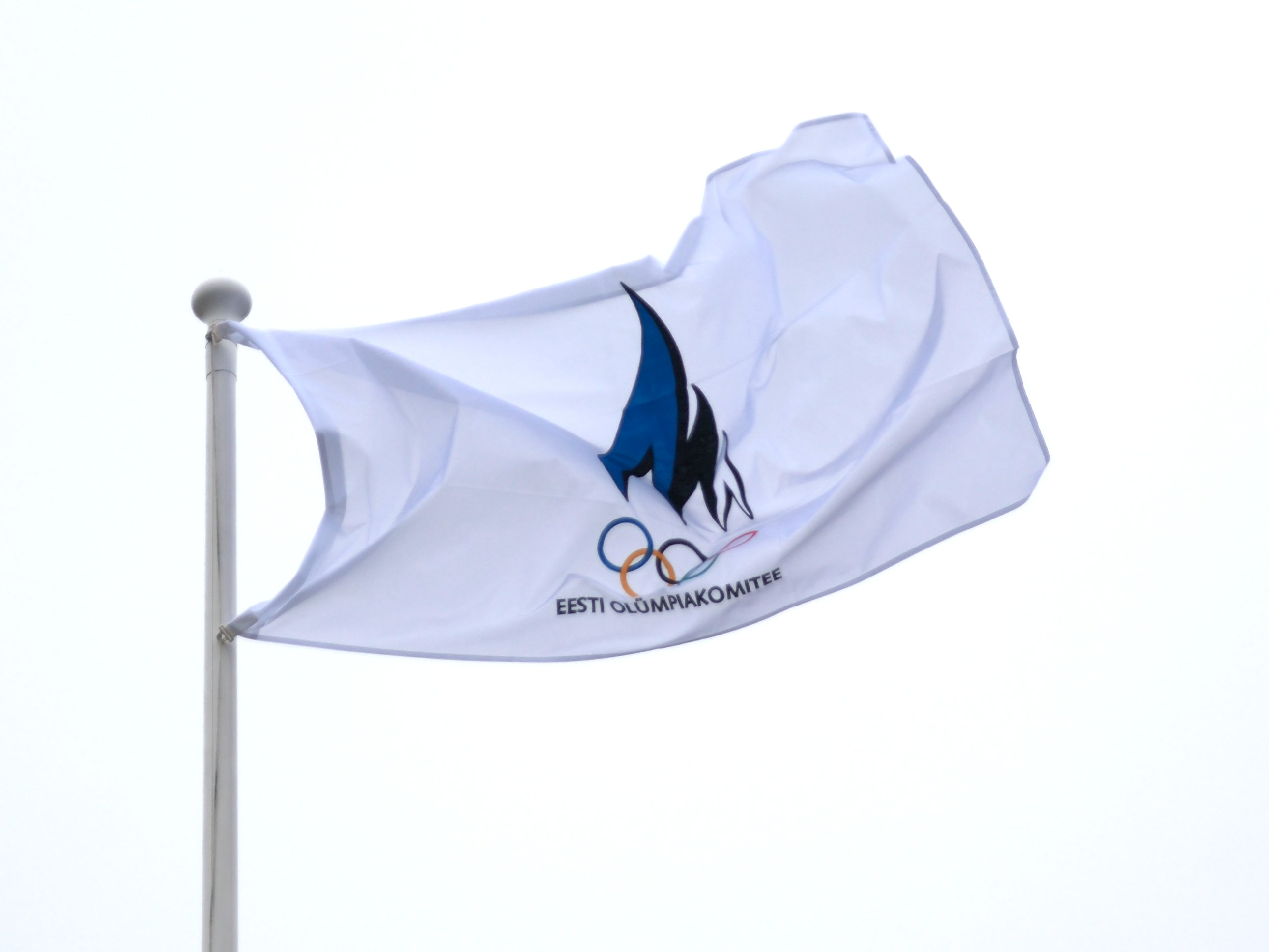
Флаг Эстонского Олимпийского Комитета

Эстонский олимпийский комитет (эст. Eesti Olümpiakomitee) (ЭОК) отвечает за участие Эстонии в Олимпийских играх и Европейских играх.

## История
Эстонская федерация спорта (эст. Eesti Spordi Liit) решила создать Эстонский олимпийский комитет на первом Эстонском спортивном конгрессе (эст. Eesti I Spordikongress) 30 ноября 1919 года, через полтора года после провозглашения независимости Эстонии, но официально он был основан лишь 8 декабря 1923 года. Первый председатель комитета доктор Карл Фридрих Акель был избран 5 мая 1924 года. Команда независимой Эстонии принимала участие в Олимпийских играх в периода 1920—1936 годов. После присоединения к Советскому Союзу в 1940 году эстонские спортсмены участвовали в Олимпийских играх в составе делегаций СССР.
Национальный олимпийский комитет был восстановлен 14 января 1989 года, когда Эстонская конференция олимпийского спорта приняла следующую резолюцию: «Возобновить деятельность Эстонского олимпийского комитета, основанного в 1923 году». Преемственность концепции легла в основу деятельности восстановленного Эстонского олимпийского комитета, поскольку, хотя он не мог действовать 'де-факто' на протяжении 50 лет, он никогда не прекращал свою деятельность 'де-юре'. В тот же день были избраны первые члены нового НОК: Арнольд Грин и Атко Виру. 20 августа 1991 года была провозглашена независимость Эстонской Республики, и по решению Исполнительного комитета Международного олимпийского комитета, на заседании комитета в Берлине 18 сентября 1991 года Эстонский олимпийский комитет был восстановлен 11 ноября 1991 года.
В 1992 году делегация МОК под руководством президента МОК Хуана Антонио Самаранча посетила Эстонию. Среди членов делегации также были вице-президент МОК и президент Олимпийского комитета России — Виталий Смирнов, член МОК и Олимпийского комитета Швеции — Гуннар Эрикссон, президент ЕОК — Жак Рогге и Генеральный Секретарь ЕОК и Национального олимпийского комитета Италии — Марио Песканте.
Зимние Олимпийские игры 1992 года в Альбервиле (Франция) стали первыми с 1936 года, когда страна участвовала в Олимпийских играх как независимое государство.
11 ноября 2004 года Март Сииманн и Тоомас Тынисе были переизбраны на посты Президента и Генерального Секретаря Эстонского олимпийского комитета соответственно.
10 ноября 2008 года Март Сииманн и Тоомас Тынисе были переизбраны на посты Президента и Генерального Секретаря Эстонского олимпийского комитета, а Тоомас Сави и Нейнар Сели — Вице-президентов ЭОК на следующие 4 года.
11 октября 2024 года Керсти Кальюлайд была избрана президентом эстонского олимпийского комитета сроком на 4 года.

## Структура
Члены
Члены Эстонского олимпийского комитета:
- 97 человек, официальных представителей:
  - 64 — Национальной федерации спорта
  - 19 — региональных спортивных ассоциаций
  - 14 — эстонских спортивных ассоциаций
- 24 человека:

1. Мати Алавер, (член ЭОК с 1999 года)
2. Рейн Хальянд, (1989)
3. Юри Яансон
4. Эри Клас, (1989)
5. Свен Колга, (1992)
6. Тыну Лаак, (1989)
7. Антс Лаос, (1989)
8. Андрес Липсток, (1994)
9. Тыну Луме, (1992)
10. Эрки Ноол
11. Тиит Нууди, (1992)
12. Гуннар Пааль, (1989)
13. Индрек Пертельсон, (2000)
14. Кардо Реммель, (1999)
15. Эрика Салумяэ, (1997)
16. Тоомас Сави, (1989)
17. Март Сииманн, (1999)
18. Кристина Шмигун-Вяхи
19. Юри Тамм, (2000)
20. Яан Тальтс, (1989)
21. Март Тармак, (1989)
22. Тоомас Тынисе, (1992)
23. Яак Уудмяэ, (1989)
24. Андрус Веэрпалу, (2000)
Бывшие члены
- Микк Микивер (1937—2006) (член ЭОК 1989—2006)
- Аадо Слуцк (1918—2006) (член ЭОК 1989—2006)

### Текущее правление ЭОК
Президент
- Керсти Кальюлайд

Вице-президент
- Тоомас Сави
- Нейнар Сели

Генеральный Секретарь
- Тоомас Тынисе

Исполнительный комитет
17 членов, включая Президента ЭОК, двух Вице-президентов и Генерального Секретаря.
- Март Сииманн — Президент ЭОК
- Тоомас Сави — Вице-президент, Президент Эстонской лыжной ассоциации
- Нейнар Сели — Вице-президент, Президент Эстонской олимпийской академии, бывший Президент Эстонской ассоциации атлетики
- Tooмас Тынисте — Генеральный Секретарь
- Пееп Аавиксоо — Президент Эстонской баскетбольной ассоциации
- Кайа Яяппинен — Президент Эстонской ассоциации спортивного танца
- Рейн Килк — Президент Эстонская ассоциация гребли
- Оливер Крууда — Президент Эстонской гандбольной ассоциации, член совета Эстонской федерации конного спорта
- Юри Кяо — Президент Эстонского союза парусного спорта
- Ильмар Кютт — Президент Спортивной ассоциации уезда Вильянди
- Эрки Ноол — член Комитета развития Европейской ассоциации атлетики, Вице-председатель Комиссии по атлетике ЕОК
- Ивари Падар — Почётный Президент Эстонской федерации конного спорта
- Вилья Сависаар — Президент Эстонской ассоциации волейбола
- Урмас Сыырумаа — Президент Эстонской теннисной ассоциации
- Юри Тамм — Вице-президент (2004—2008), основатель Эстонской спортивной ассоциации
- Эрих Тейгамяги — Президент Эстонской федерации атлетики
- Яан Тоотс — Президент Эстонской союз велосипедистов

### Список Президентов
- Карл Фридрих Акель (1924—1931) — Председатель ЭОК
- Йохан Лайдонер (1931—1934) — Сопредседатель ЭОК
- Йохан Лайдонер (1934—1940) — Председатель ЭОК
- Арнольд Грен (1989—1997) — Президент ЭОК
- Тиит Нууди (1997—2001) — Президент ЭОК
- Март Сииманн (2001 — 2012) — Президент ЭОК
- Нейнар Сели (2012 — 2016) — Президент ЭОК[5][6]
- Урмас Сыырумаа (2016 — 2024) — Президент ЭОК
- Керсти Кальюлайд (2024 — н.в.) — Президент ЭОК

### Члены МОК
- Карл Фридрих Акель (1927—1932)
- Йоахим Пухк (1936—1942)